# EMD GP38-2

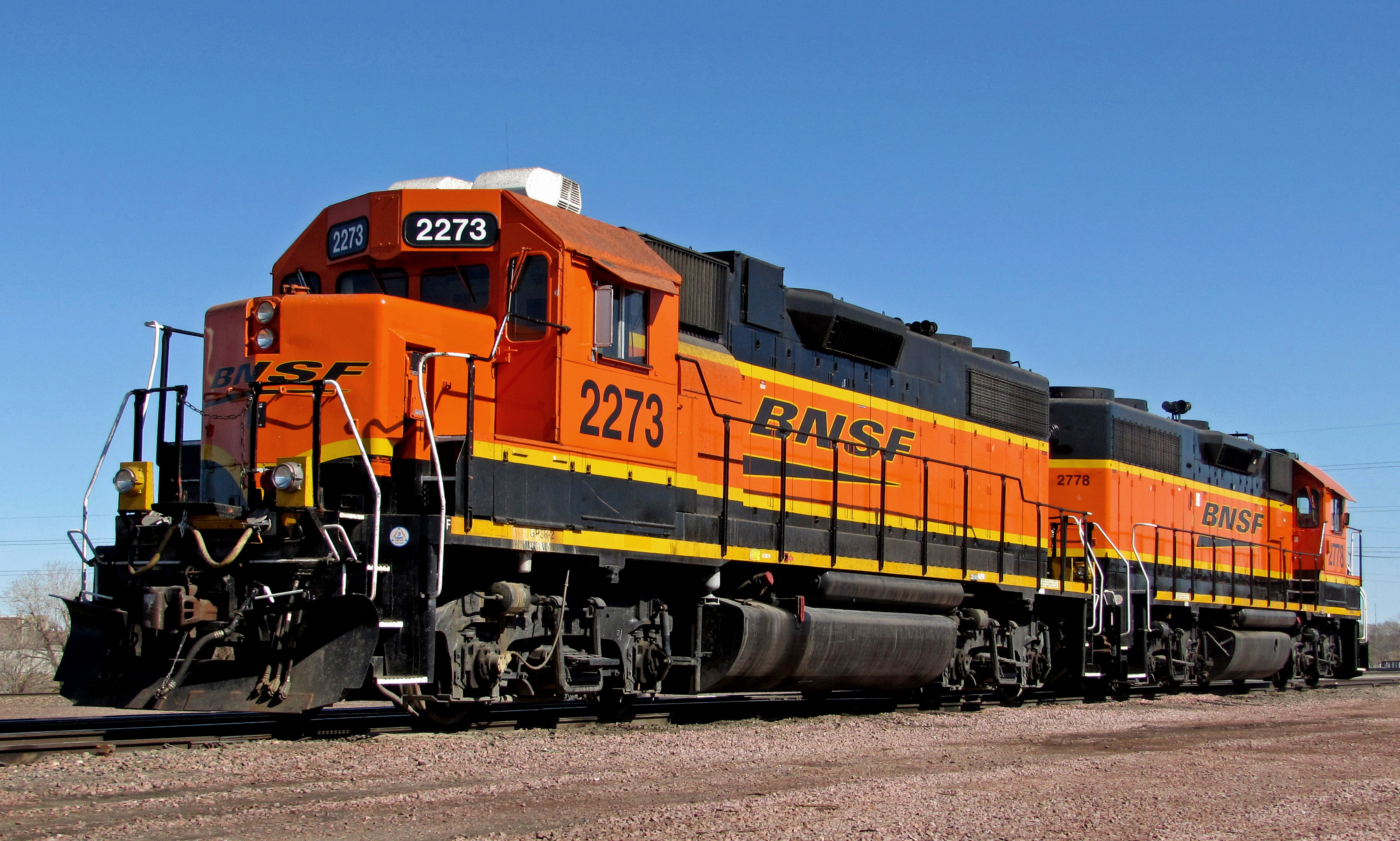
GP38-2 no 2273 du BNSF à Lincoln, Nebraska, en 2014.

La EMD GP38-2 est une locomotive diesel-électrique de type « road switcher » construite par General Motors, Electro-Motive Division. Faisant partie de la série des EMD Dash 2, la GP38-2 est une version améliorée de la GP38. Elle est alimentée par un moteur EMD 645E 16-cylindres générant 1,5 MW. La plupart des engins construits sont encore en service du fait de leur maintenance simple et de leur exceptionnelle fiabilité.

## Caractéristiques extérieures
Les GP38-2 diffèrent extérieurement des GP38 qui les ont précédées par de petits détails. La manière la plus évidente de distinguer une GP38-2 est la jauge de niveau d'eau du côté droit du long capot. La boîte recouvrant la batterie des « Dash 2 » est vissée et non pas à charnières. On peut distinguer la GP38-2 des GP39-2 et GP40-2 qui lui sont contemporaines par les deux échappements du compresseur Roots, un de chaque côté du ventilateur du frein dynamique, s'il en est équipé, alors que le turbocompresseur des GP39-2 et GP40-2 n'a qu'un seul échappement. Les GP39-2 ont deux ventilateurs de radiateur à l'arrière du grand capot comme les GP38-2, les GP40-2 en ayant trois. Enfin, la GP38-2 était disponible avec un capot court haut (« high-short-hood » ou « nez court »), tels qu'étaient équipés les machines du Norfolk Southern, ou avec un capot court (« low-short-hood » ou « nez long »), présent sur plupart des machines des autres compagnies.

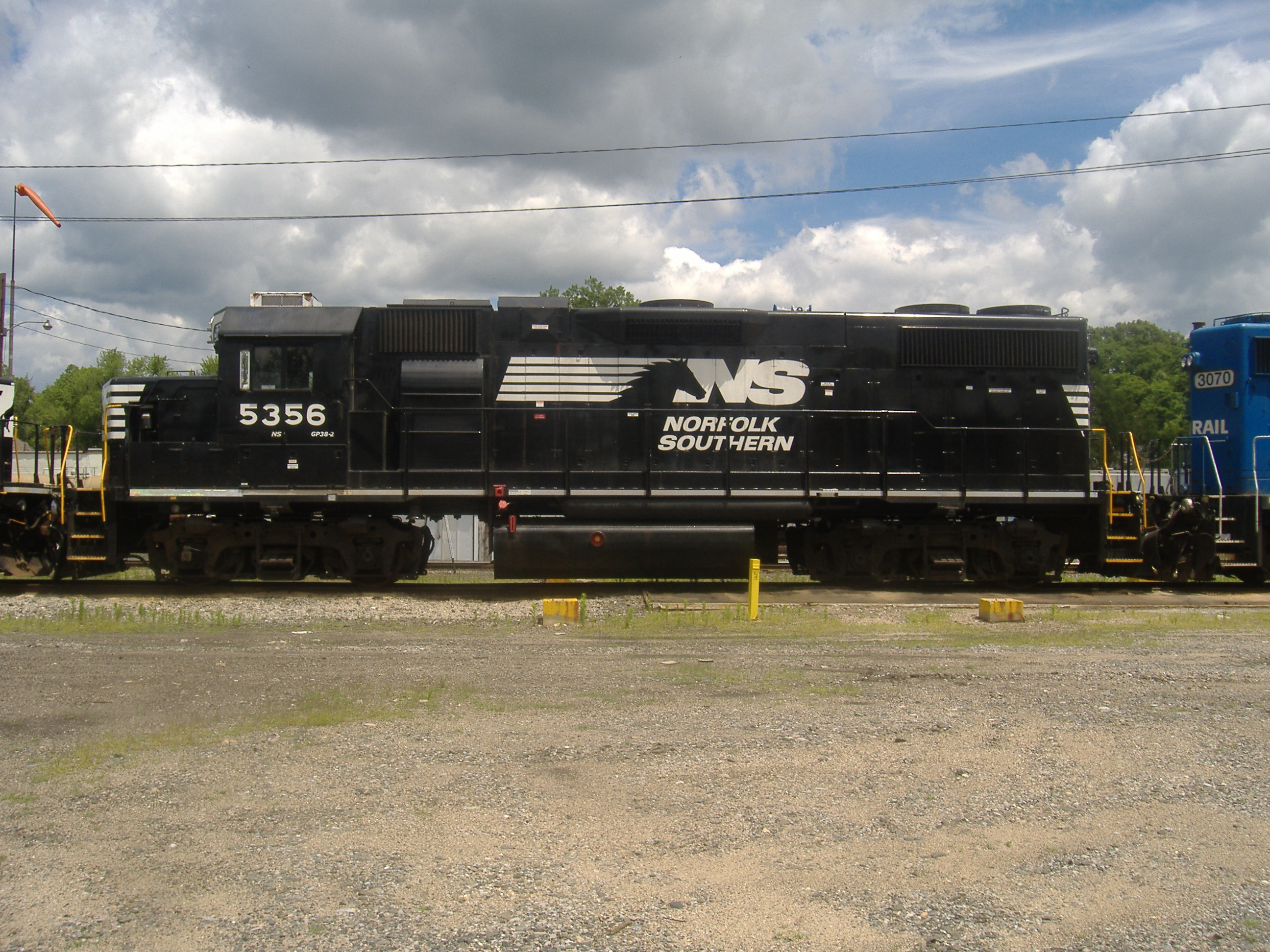
NS #5356 (« nez court ») sur le triage de Botsford. (Ex-Conrail)
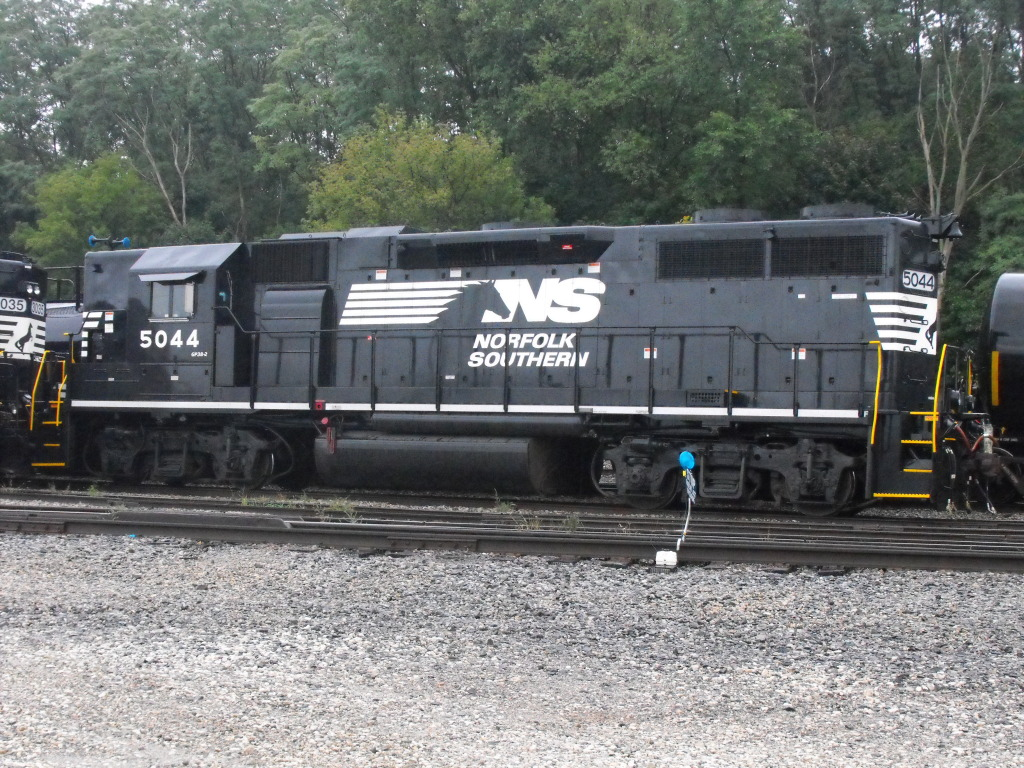
NS #5044 (« nez long ») sur le triage d'Inman. (Ex-Southern)
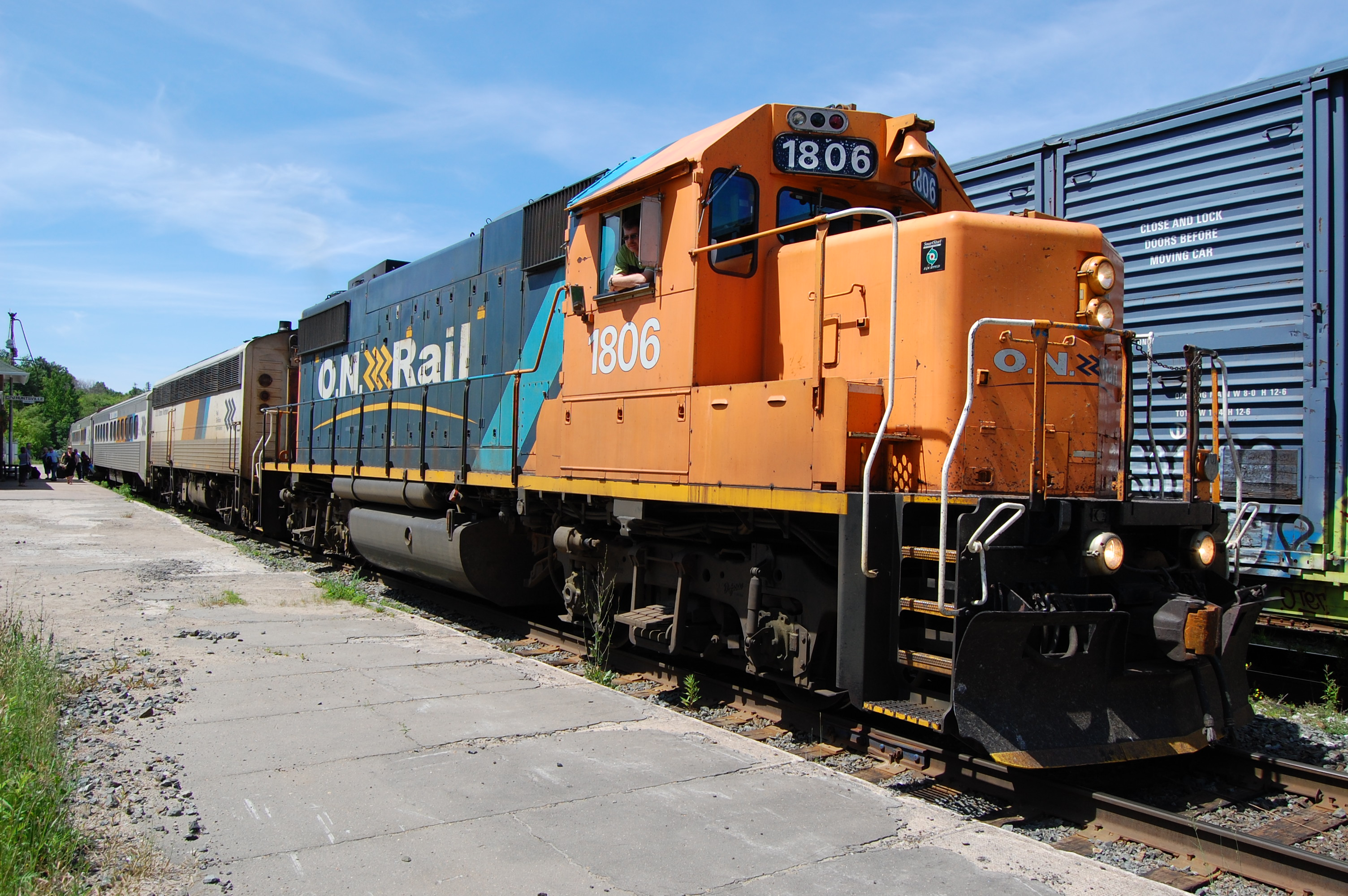
Ontario Northland Railway #1806 à Huntsville, Ontario

## GP38-2W

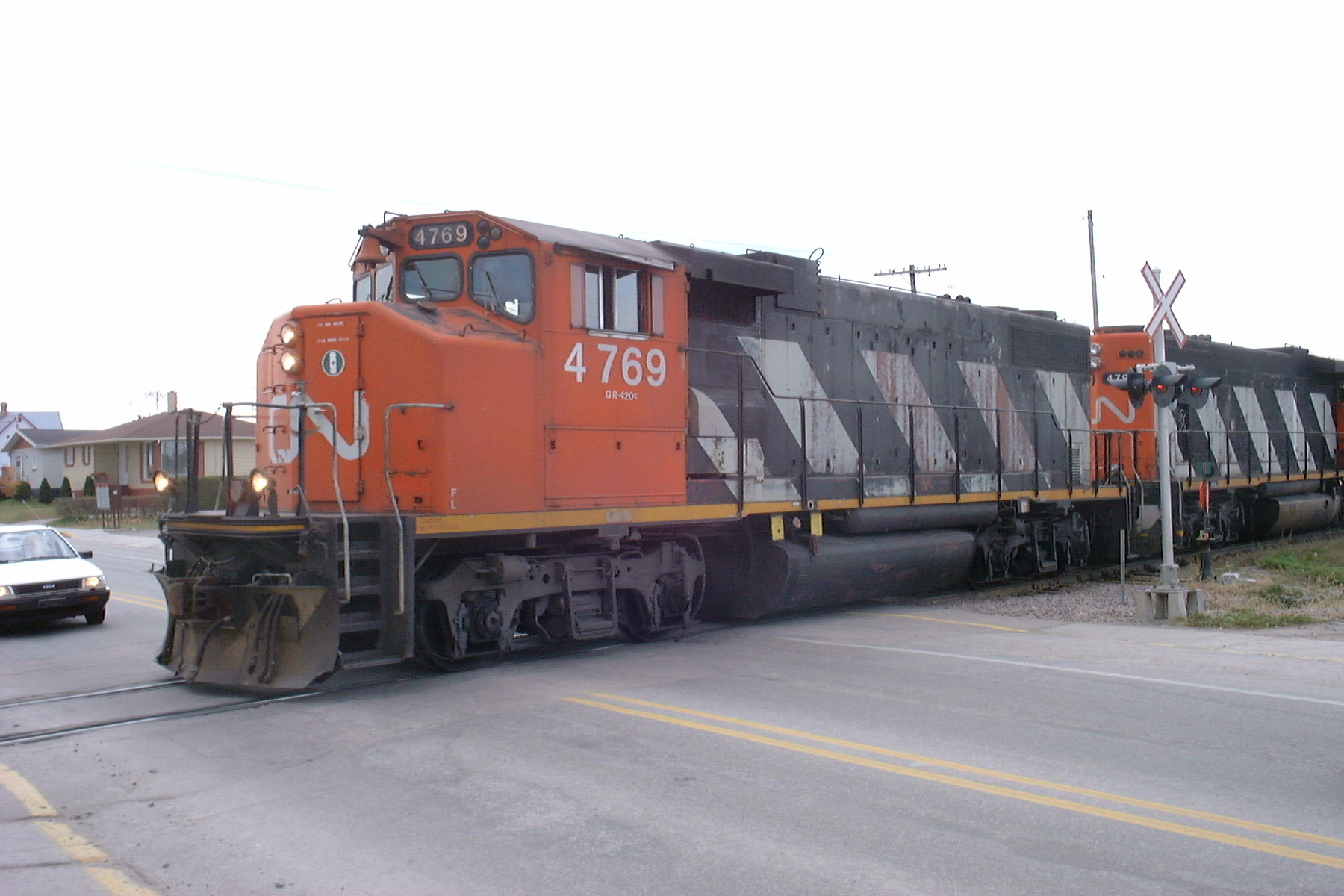
EMD GP38-2W no 4769 du Canadien National, Saint Félicien, Québec, Canada

Les GP38-2W sont une variante canadienne des GP38-2, précurseurs des nez larges que l'on voit aujourd'hui, nommés « Canadian noses » (nez canadiens). 51 de ces locomotives ont été produites pour le Canadien National entre 1973–1974.
Des pare-neige sont montés sur les prises d'air des filtres situés derrière la cabine ; les armoires électriques et les ventilateurs derrière la cabine diffèrent également de l'équipement standard des GP38-2. Elles sont autrement identiques.

## Acheteurs originaux
1 799 exemplaires de cette locomotive ont été construits pour des compagnies de chemin de fer des États-Unis ou des industries, 257 pour les industries et compagnies de chemin de fer du Canada, 156 pour celles du Mexique, et un exporté pour la Saudi Railways Organization. Un total de 31 GP38-2s ont été construites avec un capot avant haut contenant une génératrice à vapeur pour le transport de passagers au Mexique. Les 257 GP38-2s du Southern Railway ont été livrées par défaut avec un « nez haut ».
| Compagnie                                        | Quantité | Numéros                       | Remarques |
| ------------------------------------------------ | -------- | ----------------------------- | --- |
| Angelina and Neches River Railroad (en)          | 1        | 2000                          | |
| ARMCO (en)                                       | 1        | B-84                          | |
| Atlanta and West Point Rail Road                 | 2        | 6007–6008                     | Livrée Family Lines. Transférées au Seaboard System Railroad. |
| Atlanta & St. Andrews Bay Railway                | 3        | 508–510                       | |
| Belt Railway of Chicago (en)                     | 6        | 490–495                       | |
| Boston & Maine Railroad                          | 12       | 201–212                       | la 212 a été renumérotée 200 pour le bicentenaire. |
| Burlington Northern Railroad                     | 37       | 2078–2109, 2150–2154          | 2150-2154 assignées au Fort Worth & Denver. La plupart ont été transférées au BNSF Railway. |
| Butte, Anaconda and Pacific Railway              | 2        | 108–109                       | |
| Chicago & North Western Railway                  | 35       | 4600–4634                     | Acquises du Rock Island, transférées à l'Union Pacific Railroad. |
| Chicago South Shore and South Bend Railroad (en) | 10       | 2000–2009                     | |
| Cleveland Electric Illuminating Co.              | 9        | 100–108                       | |
| Clinchfield Railroad                             | 7        | 6000-6006                     | Livrée Family Lines. Transférées au Seaboard System Railroad. |
| Colorado and Wyoming Railway                     | 2        | 2001–2002                     | |
| Conrail                                          | 119      | 8163–8281                     | Toutes les unités ont été renommées lors de la division de Conrail entre CSX Transportation et le Norfolk Southern Railway.                                                                                                  |
| Curtis, Milburn & Eastern Railroad               | 4        | 810, 817-819                  | |
| Detroit, Toledo & Ironton Railroad               | 8        | 221–228                       | La 228 a été renumérotée 1776 pour le bicentenaire des États-Unis. Renumérotées GTW 6221-6228 en 1984-85. |
| Durham and Southern Railway (en)                 | 4        | 2000–2003                     | Transférées au Seaboard Coast Line Railroad sous les numéros 556-559. |
| Elgin, Joliet & Eastern Railway                  | 5        | 700–704                       | Toutes transférées au Birmingham and Southern Railroad. La 703 a été ré-acquise dans les années 1990 et assignées à Waukegan, puis transférée au Canadian National sous le numéro 703, tout en conservant sa livrée du EJ&E. |
| Florida East Coast Railway                       | 11       | 501–511                       | |
| Georgia Railroad                                 | 4        | 6009-6010, 6051-6052          | Livrée Family Lines. Transférées au Seaboard System Railroad |
| Grand Trunk Western Railroad                     | 25       | 5812–5836                     | |
| Gulf, Mobile & Ohio Railroad                     | 15       | 740–754                       | Transférées au Illinois Central Gulf Railroad. |
| Illinois Central Gulf Railroad                   | 40       | 9600–9639                     | |
| Illinois Terminal Railroad                       | 4        | 2001–2004                     | |
| Kansas City Southern Railway                     | 12       | 4000–4011                     | |
| Lehigh Valley Railroad                           | 12       | 314–325                       | Transférées au Delaware & Hudson Railway à la suite de la création de la Conrail sous les numéros 7314-7325. Brièvement renumérotées 220-231 durant la gérance du D&H par Guilford, puis renumérotées 7303-7312.             |
| Long Island Railroad                             | 28       | 250–277                       | 261, 268, 270-271 transférées au New York and Atlantic Railway. Avec livrée du bicentenaire de la LIRR. |
| Louisville and Nashville Railroad                | 129      | 4050–4144, 6011-6044          | Les locomotives 6011 à 6044 portaient la livrée de Family Lines. Transférées au Seaboard System. |
| Milwaukee Road                                   | 16       | 350–365                       | Transférées au Soo Line Railroad. |
| Mississippi Export Railroad (en)                 | 2        | 65–66                         | |
| Missouri-Kansas-Texas Railroad                   | 18       | 304–321                       | Transférées à l'Union Pacific. |
| Missouri Pacific Railroad                        | 274      | 858–959, 2111–2237, 2290–2334 | Transférées à l'Union Pacific. |
| Penn Central Transportation Company              | 223      | 7940–8162                     | Transférées à la Conrail, même numéros. |
| Phelps Dodge Corporation                         | 8        | 1–4, 9, 55, 56, 58            | |
| Pittsburgh and Lake Erie Railroad                | 6        | 2051–2056                     | |
| Providence and Worcester Railroad (en)           | 4        | 2006–2009                     | |
| Public Service Co. of Indiana                    | 2        | WG1-WG2                       | Numérotation de l'AMAX Coal. |
| Rock Island                                      | 68       | 4300–4355, 4368-4379          | Acquises par les GTW, MP et P&LE lors de la dissolution du Rock Island. |
| San Manuel Arizona Railroad (en)                 | 2        | 16–17                         | |
| Seaboard Coast Line Railroad                     | 73       | 500–555, 6045-6050, 6053-6065 | Les 6053-6065 portaient la livrée Family Lines. Transférées au Seaboard System Railroad. |
| Soo Line Railroad                                | 53       | 790–799, 4410–4452            | 790–799 renumérotées 4400–4409 peu de temps après la livraison. |
| South East Coal Co.                              | 3        | 3821–3823                     | |
| Southern Railway                                 | 257      | 5000–5256                     | Toutes livrées avec un petit capot haut. Transférées au Norfolk Southern. Toutes ont été reconstruites avec un capot de cabine type « Admiral ».                                                                             |
| Southern Pacific                                 | 45       | 4800–4844                     | |
| St. Louis-San Francisco Railway                  | 116      | 400–478, 663–699              | Transférées au Burlington Northern Railroad. |
| Texas Mexican Railway                            | 7        | 861–867                       | La 867 a été la dernière GP38-2 construite à La Grange, en mai 1985. Toutes les autres ont été construites à l'usine de London, Ontario.                                                                                     |
| Toledo, Peoria and Western Railway               | 11       | 2001–2011                     | Toutes les machines ont rejoint le Santa Fe puis soit le BNSF ou le KCS. |
| Union Pacific Railroad                           | 60       | 2000–2059                     | |
| Ferrocarriles Unidos del Sureste (en)            | 14       | 514-521, 528-533              | |
| Vermont Railway (en)                             | 2        | 201–202                       | |

| Compagnie                 | Quantité | Numéros   | Remarques |
| ------------------------- | -------- | --------- | --- |
| Algoma Central Railway    | 6        | 200-205   | |
| Canadien National         | 60       | 5500–5559 | 23 ont été renumérotées dans la série 200 lors de leur conversion comme machines de butte en 1978. Renumérotées ensuite (plus une) dans la tranche 7500-7526 (tous les numéros n'ont pas été utilisées) en 1985. Trois de plis (7528, 7530, 7532) renumérotées en 1990. Le reste de ces locomotives sont renumérotées 4700-4732 en 1988. |
| Canadien National         | 51       | 5560–5610 | Série des GP38-2W. Renumérotées 4760-4810 en 1988. La 5586 est détruite et retirée en 1986. |
| Canadian Pacific Railway  | 115      | 3021–3135 | Les 3086-3135 ont été les dernières GP38-2 construites par GMD, entre mars et juillet 1986. |
| Devco Railway (en)        | 13       | 216–228   | |
| Ontario Northland Railway | 10       | 1800–1809 | |
| Texas Gulf Sulphur        | 2        | 054–055   | |

| Compagnie                          | Quantité | Numéros                         | Remarques                                                                       |
| ---------------------------------- | -------- | ------------------------------- | ------------------------------------------------------------------------------- |
| Altos Hornos de México             | 6        | 141, 145, 157-158, 167-168      |                                                                                 |
| Chemin de fer "El Chepe"           | 12       | 900-911                         | Les 910 et 911 ont un nez haut, contenant une génératrice à vapeur.             |
| Ferrocarriles Nacionales de México | 124      | 9200-9299, 9400-9414, 9901-9909 | Les 9200-9219 et 9901-9909 ont un nez haut, contenant une génératrice à vapeur. |
| Saudi Government Railways          | 1        | 2000                            |                                                                                 |

## Dans la culture populaire
Le GP38-2 est jouable dans Microsoft Train Simulator et Train Sim World sur PS4. Certains éléments de GP38-2 sont utilisées pour le design de Dunbar, dans le dessin animé pour enfants Chuggington. Une GP38-2 est présente dans Team Fortress 2.

## Reconstructions
Un certain nombre de locomotives de la série 40 ont été reconstruites comme GP38-2, par retrait de leur turbocompresseur et le remplacement du compresseur Roots.
Le CSX et le Norfolk Southern ont remplacé la cabine des machines les plus anciennes. Le NS les référence comme GP38-2 alors que CSX les nomme GP38-3.